# Wattendorf
Wattendorf ist die kleinste Gemeinde im oberfränkischen Landkreis Bamberg, Mitglied der Verwaltungsgemeinschaft Steinfeld und zählt zur Metropolregion Nürnberg. Seit den 2004 gestarteten Grabungskampagnen im Wattendorfer Steinbruch gilt der Wattendorfer Plattenkalk als bedeutende Fossillagerstätte.

## Geografie
Das Pfarrdorf liegt am Rande der Fränkischen Schweiz am Juraaufstieg im östlichen Teil des Landkreises Bamberg.

### Nachbargemeinden
Nachbargemeinden sind (von Norden beginnend im Uhrzeigersinn): Weismain (Landkreis Lichtenfels), Stadelhofen, Scheßlitz, Bad Staffelstein und Lichtenfels (beide Landkreis Lichtenfels).

### Gemeindegliederung
Es gibt fünf Gemeindeteile (in Klammern sind der Siedlungstyp und die Einwohnerzahl mit Stand 1. Januar 2022 angegeben):
- Bojendorf (Kirchdorf, 132)
- Gräfenhäusling (Kirchdorf, 201)
- Mährenhüll (Dorf, 76)
- Schneeberg (Dorf, 56)
- Wattendorf (Pfarrdorf, 178)

## Geschichte

### Bis zur Gemeindegründung
Wattendorf ist ein altes Siedlungsgebiet, das schon seit der Zeit der Linienbandkeramik, im ausgehenden 6. bzw. frühen 5. Jahrtausend v. Chr., besiedelt wurde.
Die erste urkundliche Erwähnung geht auf das Jahr 1180 zurück; damals war der Ort im Besitz der Grafen von Andechs. Von 1260 bis 1274 war Wattendorf im Besitz des Grafen von Truhendingen. Dieser schenkte das Gut Wattendorf im Jahr 1274 dem Zisterzienserkloster Langheim, dem es bis zur Säkularisation 1803 gehörte. Die Stellung des Klosters gegenüber dem Hochstift Bamberg wurde mit der Zeit immer schwächer, so dass man am Ende des Alten Reiches fast von einem Mediat des Hochstiftes sprechen kann. Seit dem Reichsdeputationshauptschluss von 1803 gehören der Ort wie weite Teile Frankens zu Bayern (Siehe auch Geschichte Frankens). Im Zuge der Verwaltungsreformen im Königreich Bayern entstand mit dem Gemeindeedikt von 1818 die heutige Gemeinde.

### Eingemeindungen
Im Zuge der Gebietsreform in Bayern wurden am 1. Mai 1978 die Gemeinden Bojendorf (mit Mährenhüll) und Gräfenhäusling eingegliedert.

### Einwohnerentwicklung
Im Zeitraum von 1988 bis 2018 sank die Einwohnerzahl von 716 auf 646 um 70 bzw. um 9,8 %, das ist der deutlichste Einwohnerrückgang im Landkreis im genannten Zeitraum. Ein Höchststand wurde am 31. Dezember 1994 mit 727 Einwohnern erreicht.
| Jahr      | 1961 | 1970 | 1987 | 1991 | 1995 | 2000 | 2005 | 2010 | 2015 | 2020 |
| --------- | ---- | ---- | ---- | ---- | ---- | ---- | ---- | ---- | ---- | ---- |
| Einwohner | 0814 | 0753 | 0723 | 0719 | 0721 | 0722 | 0707 | 0680 | 0662 | 0642 |

## Religion
Laut Zensus am 9. Mai 2011 sind 97,0 % (674) der Einwohner römisch-katholisch und 2,2 % (15) evangelisch-lutherisch. 0,8 % (6) haben eine andere Religion oder sind konfessionslos. 

## Politik

### Bürgermeister
Erster Bürgermeister ist seit 2014 Thomas Betz (CSU/Bojendorfer Wählergemeinschaft), der bei einem Gegenkandidaten 71,57 % der Stimmen erhielt und 2020 ohne Gegenkandidaten mit 86,86 % der Stimmen im Amt bestätigt wurde. Sein Vorgänger war seit 1978 Rudolf Krapp von der CSU, der 2008 mit 86,96 % der Stimmen zum fünften Mal wiedergewählt worden war.

### Gemeinderat
| Wahlvorschlag                            | Wahl 2002        | Wahl 2008        | Wahl 2014        | Wahl 2020        |
| ---------------------------------------- | ---------------- | ---------------- | ---------------- | ---------------- |
| Wählergemeinschaft Gräfenhäusling        | 25,6 % (2 Sitze) | 28,3 % (2 Sitze) | 27,4 % (2 Sitze) | 32,0 % (3 Sitze) |
| Bojendorfer Wählergemeinschaft           | 27,6 % (2 Sitze) | 22,9 % (2 Sitze) | 22,3 % (2 Sitze) | 24,8 % (2 Sitze) |
| Christlich-Soziale Union in Bayern (CSU) | 30,9 % (3 Sitze) | 30,2 % (3 Sitze) | 29,4 % (2 Sitze) | 23,9 % (2 Sitze) |
| Freie Wähler Mährenhüll                  | 10,7 % (1 Sitz)  | 09,5 % (1 Sitz)  | 11,6 % (1 Sitz)  | 14,1 % (1 Sitz)  |
| Freie Wähler Schneeberg                  | 05,2 % (0 Sitze) | 09,1 % (0 Sitze) | 09,3 % (1 Sitz)  | 05,2 % (0 Sitze) |

### Wappen
| | Blasonierung: „In Blau vorne ein nach links sehender silberner Adler; hinten ein goldener Kelch, aus dem ein goldener Abtstab wächst.“ |
| Der Adler und die Farbe Blau erinnern an die Herzöge von Andechs-Meranien, die bis 1248 die Herrschaftsrechte über Wattendorf ausübten. Der Kelch und der Abtstab erinnern an die Schenkung des Ortes an das Zisterzienserkloster Langheim durch die Grafen von Truhendingen im Jahr 1260. | |

## Wirtschaft und Infrastruktur

### Brauereien
In Wattendorf gibt es noch zwei kleine Familienbrauereien, die Brauerei Hübner und die Brauerei Dremel. In beiden werden fränkische Bierspezialitäten gebraut und ausgeschenkt.

### Freiwillige Feuerwehren
In Bojendorf, Gräfenhäusling und Wattendorf gibt es Freiwillige Feuerwehren. Die Feuerwehr Gräfenhäusling verfügt über ein TSF (mit Gruppenbesatzung auf Basis eines ehemaligen Löschgruppenfahrzeugs); die Feuerwehr Wattendorf kann auf ein HLF 10 und ein MZF zurückgreifen.

### Wirtschaft einschließlich Land- und Forstwirtschaft
Es gab 1998 nach der amtlichen Statistik im produzierenden Gewerbe und im Bereich Handel und Verkehr keine sozialversicherungspflichtig Beschäftigten am Arbeitsort. Sozialversicherungspflichtig Beschäftigte am Wohnort gab es insgesamt 305. Im verarbeitenden Gewerbe gab es neun Betriebe, im Bauhauptgewerbe keine Betriebe. Zudem bestanden im Jahr 1999 79 landwirtschaftliche Betriebe mit einer landwirtschaftlich genutzten Fläche von 1220 Hektar, davon waren 1078 Hektar Ackerfläche und 140 Hektar Dauergrünfläche.

## Wattendorfer Plattenkalk

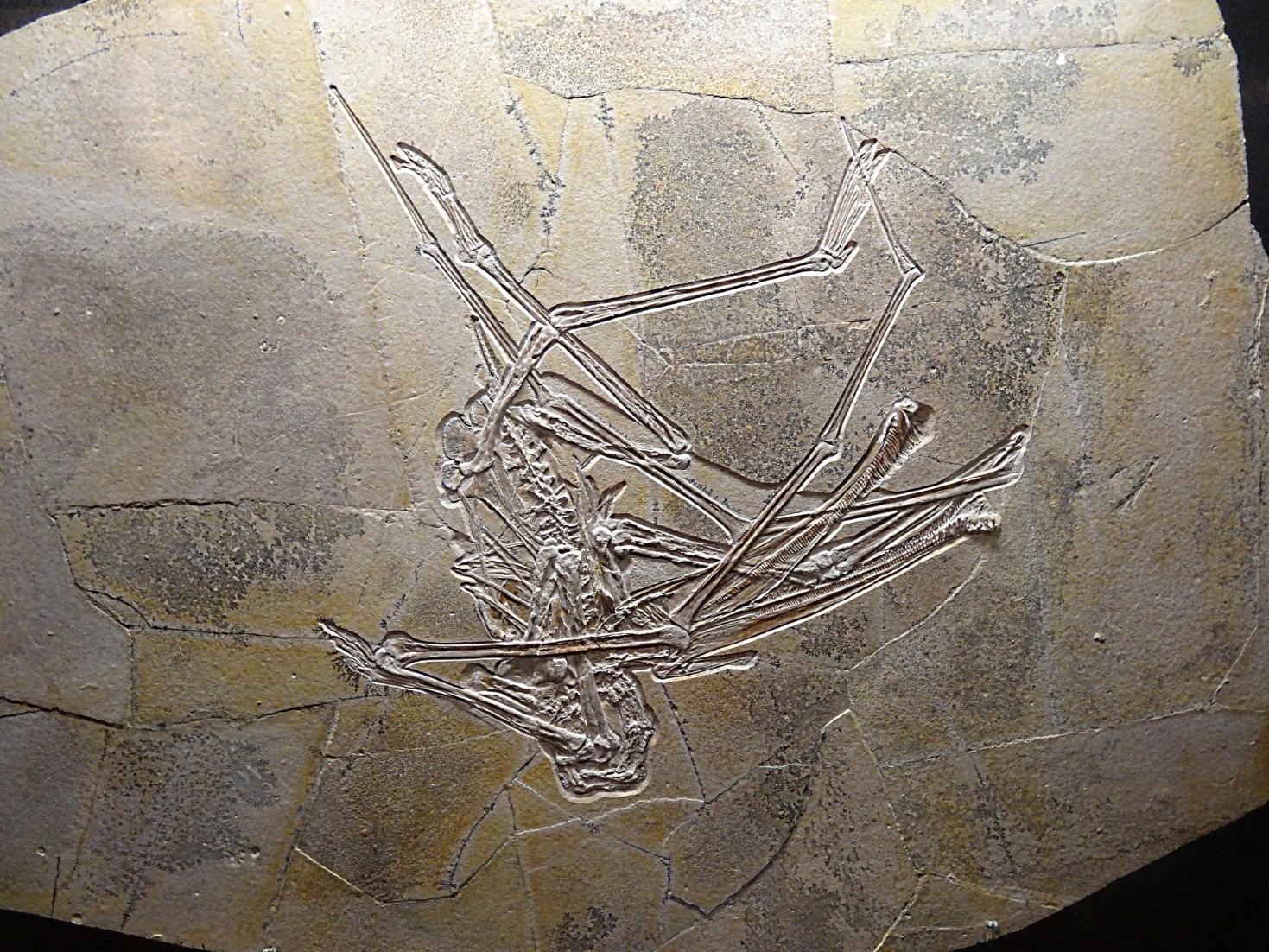
Der 2012 im Wattendorfer Plattenkalk gefundene Flugsaurier in der Ausstellung des Naturkunde-Museums Bamberg

In einem Steinbruch bei Wattendorf wird hochreiner Kalkstein (Wattendorfer Kalk) und Dolomit (dolomitisierter Riffkalk) aus der Zeit des Späten Jura (Kimmeridgium, ca. 155 Millionen Jahre alt) abgebaut. 2002 stieß Thomas Bechmann, der Präparator des Naturkundemuseums Bamberg, dort in einem der Intervalle aus dünnplattigem, laminiertem Kalkstein („Plattenkalk“), die in die Abfolge zwischen dem Wattendorfer Kalk und dem Riffdolomit eingeschaltet sind, auf Fossilien von Fischen und Krebsen. Seit 2004 führt das Naturkundemuseum Bamberg Grabungskampagnen durch. Ein Teil des fossilführenden Schichtpakets wird für die Grabung durch einen Bagger von den auflagernden, fossilarmen Schichten befreit und dann im Laufe mehrerer Wochen komplett abgebaut. Aus Sicherheitsgründen ist das Betreten des Steinbruches durch unbefugte Personen strengstens verboten.
Die Entdeckung der Fossillagerstätte in den Wattendorfer Plattenkalken, am nördlichen Ende des oberflächlichen Verbreitungsgebietes der Weißjurakalke, führte in den folgenden Jahren zu spektakulären Funden von zum Teil bisher unbekannten Arten. So wurde 2012 ein Flugsaurier mit langen Stelzbeinen und Reusengebiss freigelegt.
Die Wattendorfer Plattenkalke werden als lagunäre Ablagerungen interpretiert. Sie sind damit auf ähnliche Weise entstanden wie die Solnhofener Plattenkalke, nur einige Millionen Jahre früher. Die Lagerstätte in Wattendorf weist nach den bisherigen Erkenntnissen eine noch größere Fossiliendichte auf als die weltberühmte Fossillagerstätte in Solnhofen. Präparierte Fundstücke werden im Naturkundemuseum Bamberg präsentiert.